# Bárbara Rebolledo
Bárbara Rebolledo Aguirre (Linares, 22 de enero de 1973) es una periodista, presentadora de televisión y política chilena. En 2021 fue elegida como miembro de la Convención Constitucional en representación del distrito n° 17, correspondiente a las Provincias de Talca y Curicó, siendo la segunda mayoría a nivel regional con más de dieciocho mil votos.
Desde la década de 1990 se ha desempeñado como presentadora de televisión. Por años fue rostro de Televisión Nacional de Chile (TVN), donde llegó a ser una de sus principales presentadoras junto a Felipe Camiroaga en programas como Pasiones y Pelotón.

## Estudios y vida laboral
Nacida en Linares. Estudió en el Colegio Integrado San Pío X y La Salle, ubicados en la ciudad de Talca.
Realizó estudios superiores en la Escuela de Periodismo y Comunicaciones de la Universidad Gabriela Mistral (UGM), titulándose como Periodista el 3 de junio de 1994. Se especializó en televisión en la Universidad de California (UCLA), y realizó un Máster en Ciencias Políticas.
Comenzó a trabajar desde sus primeros años de Universidad apoyando de manera voluntaria en el programa Contacto de Canal 13, ingresando posteriormente a trabajar en esta misma casa televisiva.

## Trayectoria en televisión
Realizó su práctica profesional en el programa de Canal 13 Nuestra hora y tuvo participaciones en otros programas de la misma estación televisiva. Después de un paso por Mega, se integró a TVN como notera de Pase lo que pase y Buenos días a todos, donde estuvo cuatro años. 
Más tarde, reemplazó a Eli de Caso por enfermedad de esta, en el programa Buenas tardes Eli, y condujo los programas Día a día y La Ruta de Beringia con Ricardo Astorga.
En 2004 estrenó el exitoso programa Pasiones que condujo por un año con Felipe Camiroaga, tres con Martín Cárcamo y una última temporada en solitario. Con Camiroaga volvió a hacer dupla durante la primera y segunda temporada del reality show Pelotón, además de encargarse de Abre los ojos con entrevistas a los eliminados.
Tras el término de Pasiones a fines de 2008, anunció su retiro de la televisión. Sin embargo, reapareció en TVSenado con el programa En la vereda y en 13C con Cultura en la ciudad y Así es la vida.
En 2017 condujo la versión chilena de Say Yes to the Dress en Discovery Home & Health y en 2019 condujo Cariño malo con Daniel Valenzuela y Cristina Tocco por TV+.

## Carrera política
Presentó su candidatura como independiente apoyada por el partido Evolución Política (Evópoli) para las elecciones de convencionales constituyentes de 2021 en representación del Distrito 17 (que comprende las comunas de Curicó, Hualañé, Licantén, Molina, Rauco, Romeral, Sagrada Familia, Teno, Vichuquén, Talca, Constitución, Curepto, Empedrado, Maule, Pelarco, Pencahue, Río Claro, San Clemente y San Rafael). Fue elegida como integrante de la Convención Constitucional en las elecciones de 2021 por el distrito 17 y el pacto Vamos por Chile.
Dentro del organismo integró la comisión transitoria de Participación Popular y Equidad Territorial. Tras la aprobación del reglamento de la Convención, en octubre de 2021, se incorporó a la comisión temática de Derechos Fundamentales.

## Historial electoral

### Elecciones de convencionales constituyentes de 2021
- Elecciones de convencionales constituyentes de 2021, para convencional constituyente por el distrito 17 (Curicó, Hualañé, Licantén, Molina, Rauco, Romeral, Sagrada Familia, Teno, Vichuquén, Talca, Constitución, Curepto, Empedrado, Maule, Pelarco, Pencahue, Río Claro, San Clemente y San Rafael)[7]

| Candidato                     | Pacto                            | Partido     | Votos  | %     | Resultados   |
| ----------------------------- | -------------------------------- | ----------- | ------ | ----- | ------------ |
| Roberto Celedón Fernández     | Apruebo Dignidad                 | Ind-FRVS    | 23.405 | 10,28 | Convencional |
| Bárbara Rebolledo Aguirre     | Vamos por Chile                  | Ind-Evópoli | 18.094 | 7,95  | Convencional |
| María Elisa Quinteros Cáceres | Asamblea Popular por la Dignidad | Ind         | 12.495 | 5,49  | Convencional |
| Alfredo Moreno Echeverría     | Vamos por Chile                  | Ind-UDI     | 11.334 | 4,98  | Convencional |
| Christian Viera Álvarez       | Lista del Apruebo                | Ind-DC      | 9.161  | 4,02  | Convencional |
| Antonio Walker Prieto         | Vamos por Chile                  | Ind-Evópoli | 8.739  | 3,84  |              |
| Elsa Labraña Pino             | La Lista del Pueblo              | Ind         | 7.375  | 3,24  | Convencional |
| Paola Grandón González        | Apruebo Dignidad                 | FRVS        | 1.199  | 0,53  | Convencional |